# Geum fridae
Geum fridae är en rosväxtart som beskrevs av K. H. Rechinger. Geum fridae ingår i släktet nejlikrotsläktet, och familjen rosväxter. Inga underarter finns listade i Catalogue of Life.